# Línguas cananitas
As línguas canaanitas ou cananeias são uma subfamília das línguas semitas faladas pelos antigos povos da região de Canaã, incluindo os canaanitas, os israelitas e os fenícios. Todas se extinguiram como línguas nativas durante o primeiro milênio d.C., embora o hebraico tenha permanecido continuamente em uso religioso e literário entre os judeus, sendo posteriormente ressuscitado como o idioma falado cotidianamente durante o século XIX por Eliezer Ben Yehuda. A expansão fenícia (e, posteriormente, cartaginesa) espalhou os idiomas canaanitas para o Mediterrâneo Ocidental por algum tempo, porém ele eventualmente se extinguiu também na região, embora tenha sobrevivido por algum tempo depois da própria Fenícia.

## Subdivisões
- Língua fenícia - extinta
  - Língua púnica - extinta
- Língua amonita - extinta
- Língua moabita - extinta
- Língua edomita - extinta
- Língua hebraica
  - Hebraico bíblico - idioma litúrgico, poético e literário dos judeus, tem diferentes pronúncias em diferentes diásporas
  - Hebraico samaritano - samaritanos
  - Hebraico tiberiano - judeus
  - Hebraico mizrahi - judeus mizrahi
  - Hebraico iemenita - judeus iemenitas
  - Hebraico sefardita - judeus sefarditas
  - Hebraico asquenazita - judeus asquenazitas
  - Hebraico mishnaico ou rabínico - idioma litúrgico e rabínico dos judeus
  - Hebraico medieval - idioma litúrgico, poético, rabínicoo, científico e literário usado na Idade Média, lingua franca baseada na Bíblia, Mishná e em neologismos criados por tradutores e comentaristas
  - Hebraico haskalá - idioma científico, literário e jornalístico usado por judeus, baseado no hebraico bíblico porém enriquecido com neologismos criados por escritores e jornalistas
  - Hebraico moderno - transformação da variante anterior num idioma falado, que por sua vez evoluiu para o hebraico israelense contemporâneo, principal idioma do Estado de Israel.

## Características
As línguas canaanitas, juntamente com as línguas aramaicas e ugaríticas, formam o subgrupo semita do noroeste. Algumas características que distinguem o canaanita do aramaico são:
- O prefixo 'h-', usado como artigo definido, enquanto o aramaico tem um '-a' posposto. Esta parece ser uma inovação do canaanita.
- Pronome de primeira pessoa 'ʼnk' (אנכ - anok(i)), em contraste com o aramaico ʼnʼ/ʼny), que é semelhante ao acádio, egípcio antigo e berbere.
- A mudança vocálica *ā > ō (mudança canaanita), que ainda é dominante em certas aldeias do norte do Líbano, como Ehden e Zgharta.